# 戸島大塚古墳
戸島大塚古墳（としまおおつかこふん）は、広島県安芸高田市向原町にある古墳。形状は方墳。滝川古墳群を構成する古墳の1つ。広島県指定史跡に指定されている。

## 概要
広島県中部、可愛川支流の戸島川の東岸山麓緩傾斜面上に築造された古墳である。一帯に分布する滝川古墳群のうちでは最大規模になる。これまでに発掘調査は実施されていない。
墳形は方形で、一辺18メートル・高さ5メートルを測る。墳丘外表では人頭大の角礫を敷き詰めた葺石が認められる。埋葬施設は横穴式石室で、南方向に開口する。石室全長12メートル（または10.7メートル）を測る大型石室である。石室内の副葬品として、昭和40年頃に須恵器多数が出土したというが、現在は所在不明。築造時期は古墳時代終末期の7世紀初頭頃と推定される。
古墳域は1990年（平成2年）に広島県指定史跡に指定されている。

## 埋葬施設

石室俯瞰図

石室展開図

埋葬施設としては横穴式石室が構築されており、南方向に開口する。石室の規模は次の通り。
- 石室全長：12メートル（または10.7メートル[1]）
- 玄室：長さ6.1メートル、幅1.8メートル、高さ2.2メートル

石室の石材には長大な切石状の石を使用する。玄室と羨道の境では、幅0.5メートルの石を立てて玄門とする。床面には0.3-0.5メートルの角礫が散在しており、敷石・障壁状施設が存在したと推測される。

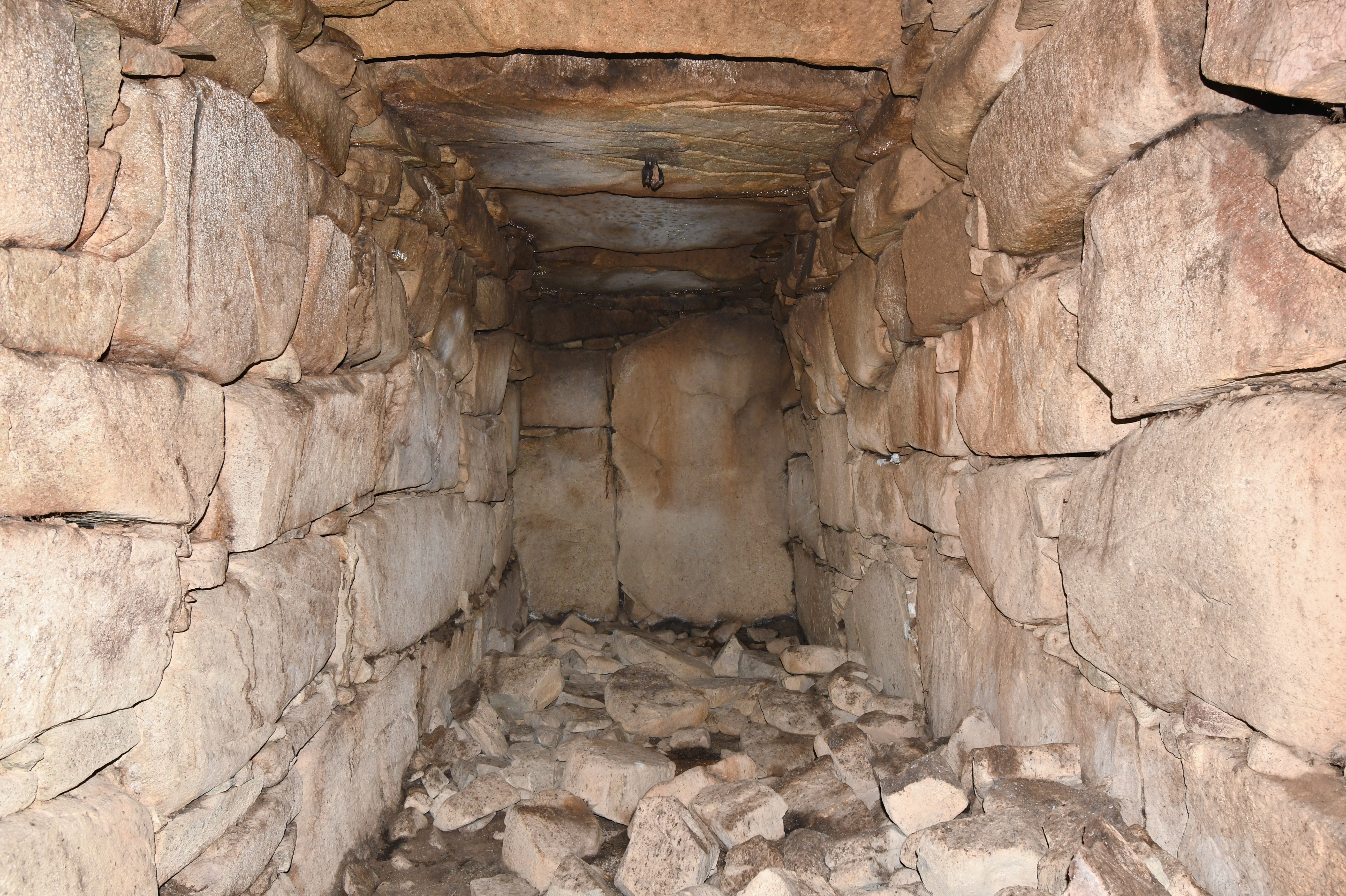
玄室（奥壁方向）
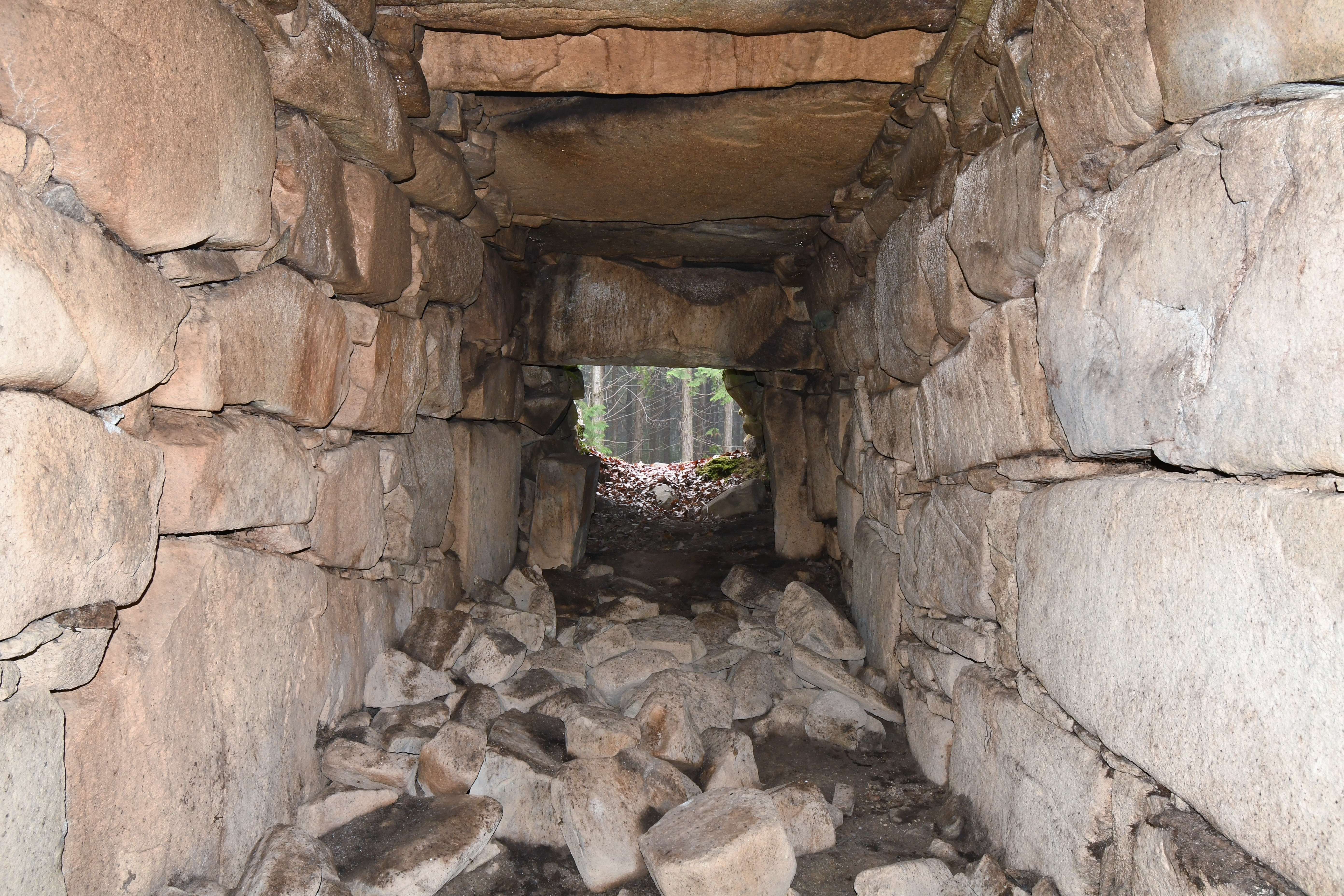
玄室（開口部方向）
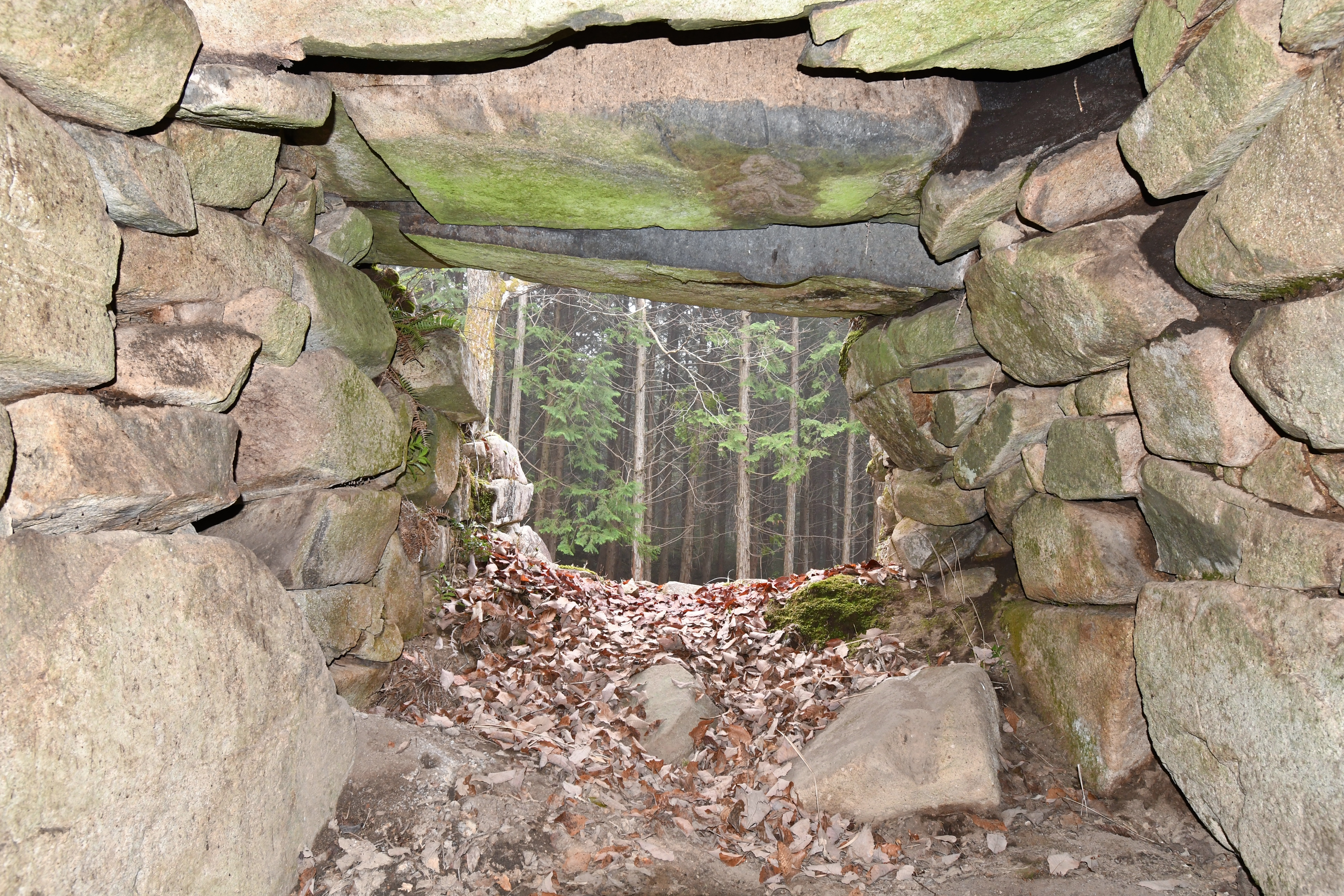
羨道（開口部方向）
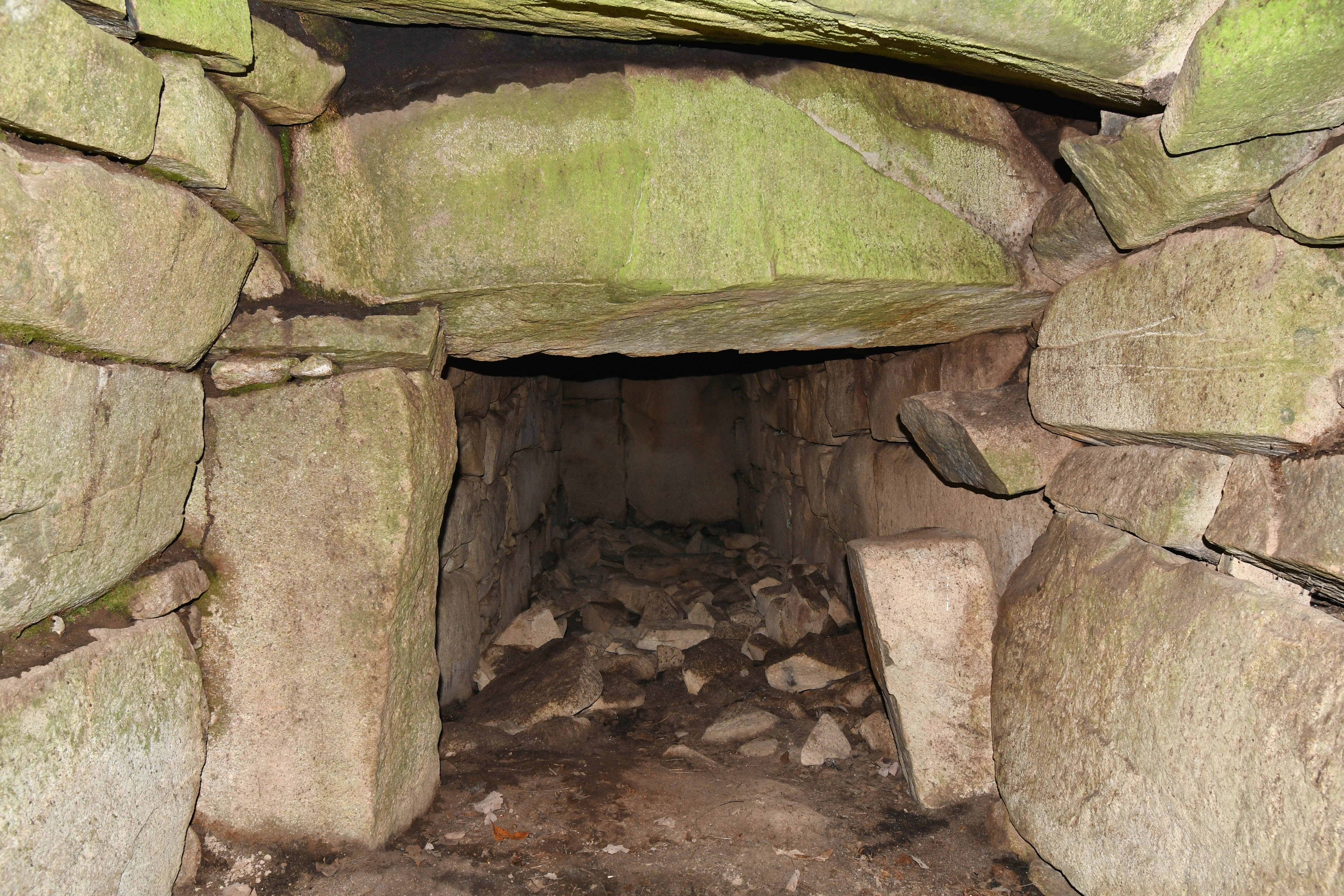
羨道（玄室方向）
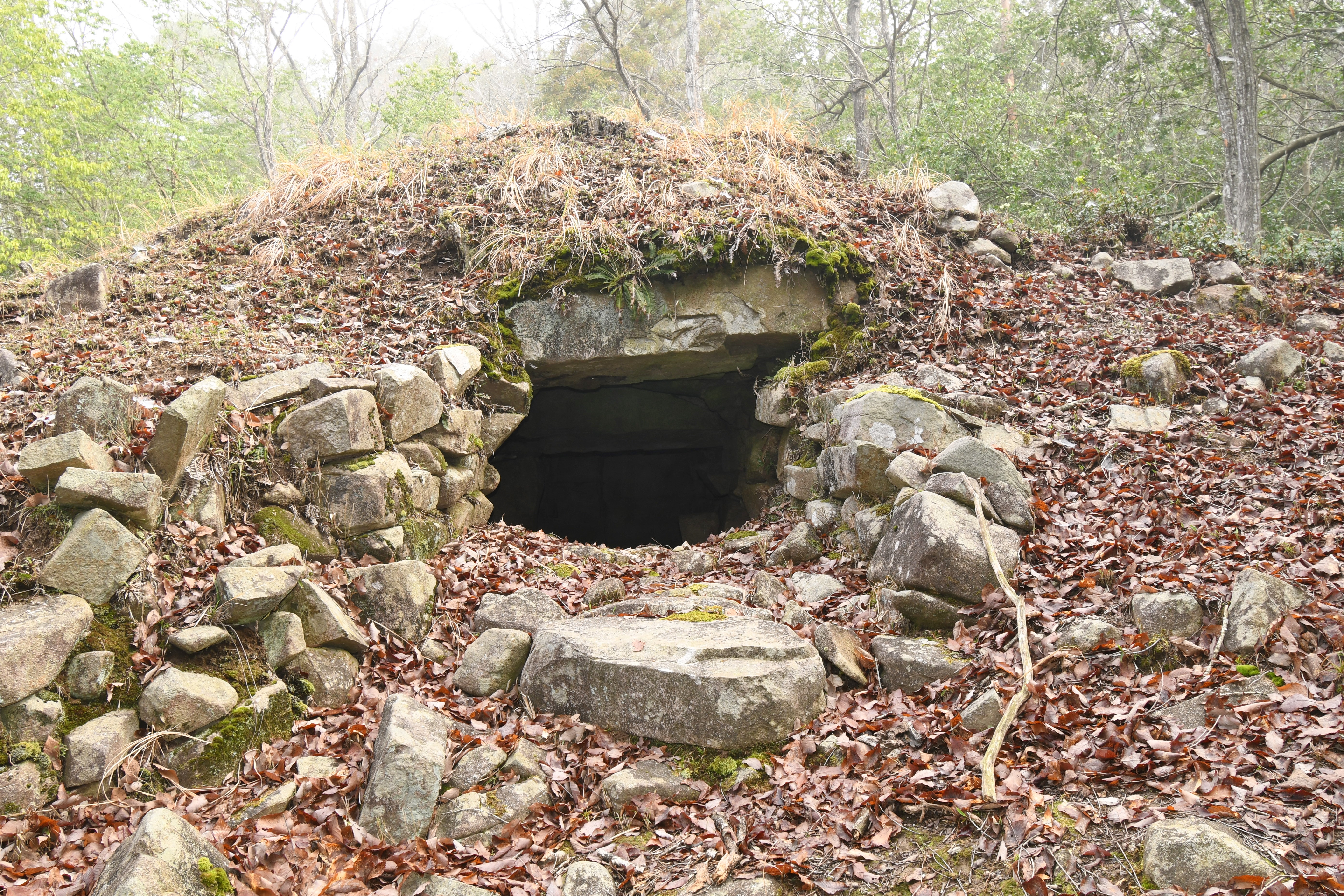
開口部

## 文化財

### 広島県指定文化財
- 史跡
  - 戸島大塚古墳 - 1990年（平成2年）12月25日指定[1][3]。